# Зеппінг
Зеппінг або заппінг (англ. zapping, channel zapping) — практика перемикання каналів телевізора на дистанційному пульті.

## Історія
Зеппінг виник, коли у 1955 році американець австрійського походження Роберт Адлер винайшов пульт дистанційного управління для телевізорів, в якому використовувалися ультразвукові частоти. Особливо часто зеппінг використовують запеклі телеглядачі, які проводять біля екрану багато годин. У США через малорухливий спосіб життя та пов'язаного з ним зміни зовнішнього вигляду їх називають «диванними картоплинами» (англ. couch potatoes).

## Пояснення явища

### Психологічні
Одні бачать у зеппінгу захворювання: невміння зафіксувати увагу або нав'язливий стан. Інші — форму створення нової образності, близьку до методу сюрреалізму, що дозволяє екранувати ідеологічні атаки на свідомість та вивільняти нові смисли.

### Прагматичні
Зеппінг розглядають як прагнення телеглядачів уникнути перегляду телевізійної реклами. Телекомпанії борються з зеппінгом, синхронізуючи час виходу в ефір рекламних блоків.

## Заппінг в мистецтві
Віктор Пелевін в романі «Generation «П»» придумав термін для людини, захопленої заппінгом — Homo Zapiens:

… аналогічно як телеглядач, не бажаючи дивитися рекламний блок, перемикає телевізор, миттєві та непередбачувані техномодіфікації зображення перемикають самого телеглядача. Переходячи в стан Homo Zapiens, він сам стає телепередачею, якою управляють дистанційно. І в цьому стані він проводить значну частину свого життя.